# Wesley Strick
Pour les articles homonymes, voir Strick.
Wesley Strick est un scénariste, réalisateur et producteur américain né le 11 février 1954 à New York, New York (États-Unis).

## Filmographie

### Comme scénariste
- 1989 : Coupable Ressemblance (True Believer)
- 1990 : Arachnophobie (Arachnophobia)
- 1991 : Les Nerfs à vif (Cape Fear)
- 1992 : Sang chaud pour meurtre de sang-froid (Final Analysis)
- 1994 : Wolf
- 1997 : Le Saint (The Saint)
- 1998 : Loin du paradis (Return to Paradise)
- 2001 : Hitched (TV)
- 2001 : La Prison de verre (The Glass House)
- 2005 : Doom
- 2006 : Love Is the Drug
- 2014 : Vertiges (The Loft) d'Erik Van Looy

### Comme réalisateur
- 1995 : Les Liens du sang (The Tie That Binds)
- 2001 : Hitched (TV)

### Comme producteur
- 2006 : Love Is the Drug